# Hellweg Radio
Hellweg Radio ist ein Lokalsender für den Kreis Soest und ging am 1. Juli 1990 auf Sendung.

## Geschichte
Sendestart war für Hellweg Radio am 1. Juli 1990. Damit ging Hellweg Radio als fünfter Sender der privaten Lokalfunkkette in NRW auf Sendung. Nachbarsender sind Radio Gütersloh, Radio Hochstift, Radio Sauerland, Antenne Unna, Radio MK und Radio Warendorf. Der Name des Senders leitet sich von Westfälischen Handelsroute Hellweg ab, in dessen Mitte sich das Sendegebiet Rund um Soest befindet.
Erster Chefredakteur im Jahr 1990 war Georg Hesse. Seit 1995 ist Ruth Heinemann Chefredakteurin. Mehrheitseigner der Hellweg Radio Betreibergesellschaft ist die WA/Ippen Media des Dirk Ippen.

## Unternehmen
Der Sender wird von der Hellweg Radio Betriebsgesellschaft mbH & Co. KG betrieben. Mehrheitseigner ist die WA/Ippen Media des Dirk Ippen. der Sender ist Teil der Ippen Lokaradios in NRW, zu denen auch Radio Kiepenkerl, Radio MK und Hellweg Radio u. a. gehören. Formal sind auch lokale Akteure über die Veranstaltergemeinschaft für Lokalfunk im Kreis Soest e. V. in das Unternehmen eingebunden.
Seit 2023 wird Radio Hellweg von der AUDIOSERVICE plus GmbH aus Hamm vermarktet. AUDIOSERVICE plus ist eine Firma des Westfälischer Anzeigers (Dirk Ippen) in Hamm und verkauft Werbung für die Lokalradios Radio MK, Hellweg Radio sowie Radio Lippewelle Hamm.

## Programm

### Lokale Sendungen
Hellweg Radio sendet täglich acht Stunden lokales Programm: werktags von 06 bis 10 Uhr Hellweg Radio am Morgen, 10 bis 12 Uhr Hellweg Radio am Vormittag, 16 bis 18 Uhr Hellweg Radio am Nachmittag. Am Wochenende laufen die Sendungen Hellweg Radio am Wochenende jeweils samstags von 07 bis 12 Uhr und sonntags von 09 bis 12 Uhr. Dazu kommt die Sendung Hellweg Radio Jobs- und Wirtschaft am Samstag von 12 bis 13 Uhr.
Jeden Werktag strahlt Hellweg Radio von 6:30 Uhr bis 19:30 Uhr am Abend die Lokalnachrichten aus.
Die verbleibende Zeit des Tages kommt das Programm aus Oberhausen vom Rahmenprogramm radio NRW. Das Rahmenprogramm beliefert die meisten NRW-Lokalfunkstationen, tritt aber nicht mit eigenem Namen in Erscheinung.

### Bürgerfunk
Hellweg Radio strahlt nach Vorgabe des Landesrundfunkgesetzes für den Lokalfunk auch Bürgerfunk aus. Die Bürgerfunksendungen sind von Montag bis Mittwoch jeweils von 20 bis 21 Uhr und am Samstag und Sonntag jeweils von 18 bis 20 Uhr zu hören.

## Reichweite
Im Kreis Soest ist Hellweg Radio Marktführer vor den Programmen des WDR. Täglich (Mo–Fr) schalten 42,7 % aller Personen ab 14 Jahren im Sendegebiet das Programm ein (Stand: 2022). Somit hören an einem durchschnittlichen Wochentag über 92.000 Menschen den Lokalsender.

## Verbreitung

### Terrestrische UKW-Frequenzen
Das Programm wird über vier terrestrische UKW-Sender im Kreis Soest gesendet:
- Möhnesee-Körbecke (Schützenstraße): 100,9 MHz (Soest, Bad Sassendorf, Erwitte, Lippetal, Möhnesee, Werl, Welver)
- Wickede (Werler Stadtwald): 107,3 MHz (Werl, Welver, Soest, Ense, Möhnesee, Wickede)
- Lippstadt (Heinrich-Hertz-Straße): 103,6 MHz (Lippstadt, Erwitte, Geseke, Anröchte, Rüthen)
- Warstein-Belecke (Sennhöfe): 107,7 MHz (Warstein, Rüthen, Anröchte)

### Kabelfrequenzen
Im kompletten Sendegebiet ist Hellweg Radio im Kabelnetz von Unitymedia auf der Frequenz 107,4 MHz zu empfangen.

### Internet
Das Radioprogramm ist auch online über einen Live Stream zu hören. Die Verbreitung auf diesem Wege erfolgt laut Senderangaben im Multicast-Verfahren.

### Podcast
Außerdem bietet Hellweg Radio auch Podcasts an. Jederzeit abrufbar sind bereits gesendete Beiträge oder die aktuellen Nachrichten.